# ローリングサンダー (コンピュータゲーム)
『ローリングサンダー』 (Rolling Thunder) は、ナムコが開発し1986年12月に稼働開始したアーケード用横スクロールアクションシューティングゲームである。

## 概要
プレーヤーが主人公「アルバトロス」を操り、秘密組織「ゲルドラ」の地下基地へと潜伏していくという内容で、最終ステージに待つマブーを倒すことでゲームクリアーとなる。しかし、マブーを守る様々な戦闘員とトラップが行く手を遮っており、プレーヤーは唯一の武器であるハンドガン（マシンガン）と最強の工作員としてのテクニックでそれらの障害を乗り越え、世界征服の野望を打ち砕く。1960年代のアメリカを舞台に、スパイ映画風のハードボイルドテイストを基調にしながら、改造人間といった近未来的サイバーテイストも加味した独特の世界観を持つ。音楽は小沢純子が担当している。
1987年、1988年に欧州および北米にて各種ホビーパソコンに移植された他、1989年にはファミリーコンピュータに移植された。アーケード版は後にPlayStation用ソフト『ナムコミュージアムアンコール』（1997年）、PlayStation Portable用ソフト『ナムコミュージアム Vol.2』（2005年）、Xboxおよびゲームキューブ、PlayStation 2用ソフト『ナムコミュージアム アーケードHITS!』（2005年）、Xbox 360用ソフト『ナムコミュージアム バーチャルアーケード』（2008年）、iOS用ソフト『NAMCO ARCADE』などに収録された他、2009年にWii用ソフトとしてバーチャルコンソールアーケードにて配信された。また携帯電話用アプリゲームとして2005年にiアプリ、2007年にEZアプリにて配信。さらに2022年にアーケードアーカイブスの1作品としてPlayStation 4版とNintendo Switch版が配信された。

## システム
アクションゲームの最盛期ともいえる年代に製作されたゲームであり、強化アイテムや体力制など当代的なフィーチャーを盛り込んでいる。
アーケード版とファミコン版で若干異なるが、特に記載のない限りアーケード版についての記述である。
- 4方向レバーと攻撃ボタン及びジャンプボタンでアルバトロスを操作する。レバーの左右操作で前進及び方向転換。レバーの下操作でしゃがみ、レバー上操作で部屋や金網の中に入ることができる。また、レバー上操作時にジャンプボタンを押すと、2階にあがることができる。2階から降りる場合は、手すりがある場所でレバー下操作時にジャンプボタンを押す。なお、階段はレバーの左右操作で上り下りができる。
- アクションゲームとしては珍しく、基本的にジャンプで敵を飛び越すことができない。
- 武器は攻撃ボタンによる射撃（ハンドガン）であり、弾数制限がある。規定弾数を使い切っても発砲は可能であるが、その場合、弾速が非常に遅くなり、1画面中に1発のみしか発射できなくなる。
- 武器の弾数は補充可能であり、各ステージ内にある部屋（「BULLET」と書かれている看板がある部屋）に入ることにより補充可能。
- また、武器の強化も可能であり、弾数補充と同様に各ステージにある「ARMS」と明記されている部屋に入ることによりハンドガンからマシンガンへ換装され、同時にマシンガン用の弾薬（MG BLT表記）も補充される。この間、武器の選択はできず、優先的にマシンガンの弾薬から消費される。マシンガンは連射可能であるほか弾速も上がり、強力な武器となるが、連射可能なゆえに弾薬が底をつきやすい。なお、マシンガンの弾薬は補充可能だが残弾を使い切ると、ハンドガンへ自動的に換装される。

### その他
- プレーヤーが死亡したと判定されるのは、アルバトロスがすべての体力を消費した場合、画面外に転落した場合（落とし穴や地底溶岩）、制限時間が0になった場合である。
- アルバトロスの体力はゲージで表現されており（ゲーム中はLIFEと書かれた緑色のゲージ）、8つのセグメントに分かれている。このセグメントは、敵の体当たり、パンチを受けると1度に4つのセグメントを消費し、さらには敵の放つ銃弾や手榴弾、トラップレーザーに当たると1発で8つのセグメントを消費する。つまり事実上体当たりやパンチを受けると二撃、飛び道具だと一撃で死亡することになる。なお、体力は各ステージの終了時にしか回復しない。

### 小技
- 2画面分スクロールさせるとキャラクターが初期化されるため、多数の敵に囲まれた場合やマシンガンの弾数を増やしたい場合は、2画面分戻ることで出現し直させることができる。
- 障害物に隠れて攻撃できない敵は、プレーヤーがハイジャンプ（レバー上を押しながらジャンプ）することで敵のジャンプを誘発できる。
- ハンドガンの弾速とプレーヤーの移動速度が近いことから、あらかじめ弾を撃っておき、それを追いかけることで敵に攻撃される前に倒すことができる。

## 備考

### バージョン
このゲームは、最初期、前期、中期、後期（最終版）までの4つのバージョンが存在している。バージョンによる違いは以下の通り。

#### 最初期・前期版から中期版での変更点
1. 最初期・前期版ではタイトル画面に誰もおらず、タイトルロゴは白色基調のデザインだが、中期版ではマスカーが配置され、タイトルロゴもグレー基調でグラデーションがかかったものに変更
2. 低次面の難易度が低下、反面高次面の難易度が上昇
3. BGM・効果音の追加。ステージ曲は洞窟ステージの一曲のみから、屋内ステージが追加
4. ステージクリア時のデモンストレーション及びBGMの追加
5. 7万点・20万点で残機がエクステンドする機能の追加
6. 残機数設定が最初期・前期版での「1・2・3・5」から「3または5」に減少
7. 一部条件下で発生したとされている永久パターンの防止や、プレイヤーが無敵になるバグ、二人プレイで一方が全面クリアでエンディング後、もう一方のゲームが開始されず突如エンディングになるバグの修正
8. 一部ステージ中のBULLET部屋の削除、各補給部屋に入室後の補給開始までの時間短縮

#### 中期版から後期版での変更点
1. 制限時間の減少。中期版までの180秒固定から、デフォルト150秒・別設定で120秒に変更
2. DIPスイッチで制限時間・エクステンド得点(「10万点・30万点」設定を追加)・難易度設定(ノーマルまたはイージー)を変更できる機能の追加
3. スタートボタンを押した後に開始するステージを1～5まで変更できる機能の追加
4. 屋内ステージBGMの後半の音の構成が変更
5. 全面ゴール地点が後方へ変更（最終面を除く）
6. マブー戦BGMの削除
7. プレイ中にプレイしている側の「1UP」または「2UP」の点滅表示

### その他
- デモ画面やゲームオーバー時でのマブーの笑い声は、本作の後にリリースされた『妖怪道中記』で、賭場内サイコロ道場におけるガマ親分の笑い声にも流用されている。
- デモ画面でのマブーの笑い顔が、南原清隆によく似ているとの投稿が当時のナムコのPR誌『NG』などに見られた。
- アルバトロスの靴音は、当初両足で鳴らす想定だったが、歩行スピードが速く忙しない印象になったため、画面手前側の片足でのみ鳴らされている。サウンド担当の小沢は、『ビデオ・ゲーム・グラフィティVol.3』のライナーノーツにて「靴を片方取り上げ、かわりに靴の絵が描かれた靴下を履かせた」と表現している[1]。

## ストーリー
1968年のニューヨークに、「マブー」と名乗る国籍も年齢も不明な男が現れた。彼は、人々の前でさまざまな奇跡を起こし、ついには世界の終わりを語り自らを救世主と名乗った。しかし、彼の正体は秘密組織「ゲルドラ」を率い世界征服をたくらんでいる男だった。
ゲルドラの野望に気がついた世界刑事警察機構（WCPO）は、その秘密を探るべく女性工作員「レイラ」を派遣するが、彼女は「マブー」に捕まってしまった。彼女を救出しなくては、ゲルドラの正体とその野望の存在は闇に葬られてしまう。
事態を重く見たWCPOは、最強の工作員を派遣することを決定する。その男のコードネームは「アルバトロス」。そして、彼らのチーム名は、「ローリングサンダー」。
レイラの救出とゲルドラの野望を阻止するため、彼は一人闇へと消えていった……。

## ステージ構成
ステージ構成は、廃屋〜地下階段〜地下通路〜地底溶岩〜ゲルドラ秘密基地内部からなる5つのステージを2周する。なお、2周目のステージについて、構造に変更はないが、敵やトラップの配置が変更され、難易度が上昇している。
廃屋
廃棄されたビルから、地下階段に通ずるステージ。前半は上下2フロアーの横スクロール、後半は1フロアーでタイヤなど障害物が多く配置されている。
地下階段
地上から地下通路に通ずるステージ。前半はコンテナの中を上に向かい、後半は階段を下に降りていく。階段を下りる際に、注意しないと隠れているニンジャに激突という事故が多発する。このステージは画面外に転落する場所がある。
地下通路
ゲルドラ秘密基地に通ずる地下通路。一見すると廃屋と似た構造であるが、壁や床が岩で描かれた洞窟の様になっている。ブローガやゲルゾが多発する。
地底溶岩
ゲルドラ秘密基地の直前に設置された地底溶岩湖。落ちるとプレーヤーが一撃で死亡する地底溶岩湖に、飛び石のような足場が絶妙な位置で設置されている。さらに、画面下から飛び出してくるファイアーマンの体当たりなどがあり非常に高い難易度を誇る。
ゲルドラ秘密基地内部
ゲルドラの秘密基地であり、2周目は最終ステージとしてボスであるマブーが待ち構える。構造は廃屋と同様であるが、床や壁が鉄製である。

## 登場キャラクター

### 主なキャラクター
アルバトロス (Albatross)
本作の主人公。プレーヤーが操作するキャラクター。WCPO最強の工作部隊「ローリングサンダー」に所属する最強の男性工作員。赤いシャツにグレーのパンツ、痩身で非常に長い手足から、一見すると「ルパン三世」のようなイメージのキャラクターである（実際、それを意識しているのか所有している銃はワルサーP38である。2では「Walthe P38（rの文字がない＝ワルサーではない？）」を使用する、となっている（ナムコPR誌『NG』の記事より））。『2』でも活躍する。
レイラ・ブリッツ (Leila Blitz)
本作のヒロイン。「ローリングサンダー」のメンバーである女性工作員。任務中にゲルドラに捕まってしまう。彼女を救出することがこのゲームの目的のひとつである。
NEWバージョンでは、ステージクリア後に囚われた彼女が様々な仕打ちを受けるというデモンストレーションを見ることができるが、衣装を剥ぎ取られるシーン等があり、一般向けアクションゲームでありながら年齢制限を受けている。『2』ではプレイヤーが操作するキャラクターとして登場する。
マブー (Maboo)
エリア10でプレーヤーを待ち構える秘密組織ゲルドラの首領。世界征服をもくろむ謎の男。彼を倒すことがゲームの目的である。青い法衣にスキンヘッド（デモンストレーションでは緑の顔）で、砲弾を飛ばしたり体当たりで攻撃してくる。非常に耐久力が高く、倒すためには25発打ち込まなければならない。

### 敵キャラクター
マスカー (Masker)
すべてのステージに登場する敵キャラクター。カラフルに着色されたマスクを着用し、銃撃や体当たり、手榴弾を投げつけてくる。ゴーグルをつけたマスカーは耐久力が高い。また、彼らのマスクは、クー・クラックス・クランが宗教儀式で好んで使用したマスクを模してあり、オールドアメリカンテイストと怪しげな雰囲気をかもし出している。
ニンジャ (Ninja)
普段は壁と同化し、プレーヤーが近づくと実体化する。実体化後のアクションは、マスカーとほぼ同様。色によって耐久力が異なる。
ブローガ (Bloga)
黄色い肌をした半獣人の人造人間。プレーヤーが一定の距離に近づくと飛び掛って来て、一撃死するケースが多い。背が低く、しゃがんで攻撃しないと弾は当たらない。
ゲルゾ (Gelzo)
コウモリのような翼を持つ人造人間。通常は停止しているが、プレーヤーが近づくと空中に舞い上がり、1〜3回程画面内で旋回した後、プレーヤーめがけて突撃してくる。
ファイヤーマン (Fire Man)
全身が燃え滾る炎に包まれた人造人間。溶岩から飛び出し、何度か画面内を跳ね回った後、どこかへ消えていく。攻撃すると4つの破片に四散する（破片にも攻撃判定が存在するので注意）。破片も破壊可能。
パンサー (Panther)
黒豹。プレーヤーが近づくと飛び掛ってくる。身長が低いため、伏せられるとプレーヤーの攻撃が当たらない。

## 移植版
| No. | タイトル                                                                                           | 発売日 | 対応機種                                                          | 開発元                 | 発売元             | メディア                                                  | 型式                                                                                 | 備考                                                                    |
| --- | -------------------------------------------------------------------------------------------------- | --- | ----------------------------------------------------------------- | ---------------------- | ------------------ | --------------------------------------------------------- | ------------------------------------------------------------------------------------ | ----------------------------------------------------------------------- |
| 1   | Rolling Thunder                                                                                    | 1987年 | Amiga Atari ST コモドール64                                       | Tiertex                | U.S. Gold          | フロッピーディスク                                        | -                                                                                    |                                                                         |
| 2   | Rolling Thunder                                                                                    | 1988年 | Amstrad CPC ZX Spectrum                                           | Tiertex                | U.S. Gold          | フロッピーディスク                                        | -                                                                                    |                                                                         |
| 3   | ローリングサンダー                                                                                 | 1989年3月17日 1989年                                                                                          | ファミリーコンピュータ                                            | アークシステムワークス | ナムコ テンゲン    | 2メガビットロムカセット                                   | -                                                                                    |                                                                         |
| 4   | ナムコミュージアムアンコール                                                                       | 1997年10月30日                                                                                                | PlayStation                                                       | ナムコ                 | ナムコ             | CD-ROM                                                    | SLPS-01050                                                                           | アーケード版（中期版）の移植                                            |
| 5   | ローリングサンダー                                                                                 | 2005年8月1日                                                                                                  | iアプリ                                                           | ナムコ                 | ナムコ             | ダウンロード （アプリキャロットナムコ）                   | -                                                                                    | アーケード版の移植                                                      |
| 6   | Namco Museum Battle Collection ナムコミュージアム Vol.2                                            | 2005年8月23日 2005年12月9日 2006年2月23日                                                                     | PlayStation Portable                                              | ナムコ                 | ナムコ SCEE ナムコ | UMD                                                       | ULUS-10035 UCES-00116 ULJS-00047                                                     | アーケード版（中期版）の移植                                            |
| 7   | Namco Museum - 50th Anniversary ナムコミュージアム アーケードHITS! Namco Museum - 50th Anniversary | XB: 2005年8月30日 2006年3月24日 GC: 2005年8月30日 2006年5月5日 PS2: 2005年8月30日 2006年1月26日 2006年3月31日 | Xbox ゲームキューブ PlayStation 2                                 | Digital Eclipse        | ナムコ             | DVD-ROM                                                   | XB: NMO-2201A-NM GC: DOL-G5NE-USA DOL-G5NP-EUR PS2: SLUS-21164 SLPS-25590 SLES-53957 | アーケード版（後期版）の移植                                            |
| 8   | Namco Museum - 50th Anniversary                                                                    | 2005年10月25日 2006年3月27日                                                                                  | Windows                                                           | Digital Eclipse        | ナムコ             | CD-ROM                                                    | -                                                                                    | アーケード版の移植                                                      |
| 9   | ローリングサンダー                                                                                 | 2007年4月19日                                                                                                 | EZアプリ                                                          | バンナム               | バンナム           | ダウンロード （ナムコEZゲームス）                         | -                                                                                    | アーケード版の移植                                                      |
| 10  | ナムコミュージアム バーチャルアーケード                                                            | 2008年11月4日 2009年5月15日 2009年11月5日                                                                     | Xbox 360                                                          | バンナム               | バンナム           | DVD-ROM                                                   | 21022                                                                                | アーケード版（中期版）の移植                                            |
| 11  | ローリングサンダー                                                                                 | 2009年7月21日                                                                                                 | Wii                                                               | バンナム               | バンナム           | ダウンロード （バーチャルコンソールアーケード）           | -                                                                                    | アーケード版（中期版）の移植                                            |
| 12  | NAMCO ARCADE                                                                                       | INT 2012年1月26日                                                                                             | iOS                                                               | バンナム               | バンナム           | ダウンロード                                              | -                                                                                    | アーケード版（中期版）の移植                                            |
| 13  | NAMCO ARCADE                                                                                       | INT 2015年6月9日                                                                                              | Android                                                           | バンナム               | バンナム           | ダウンロード                                              | -                                                                                    | アーケード版（中期版）の移植                                            |
| 14  | ナムコミュージアム                                                                                 | 2017年7月28日                                                                                                 | Nintendo Switch                                                   | バンナム               | バンナム           | ダウンロード                                              | -                                                                                    | アーケード版（中期版）の移植                                            |
| 15  | NAMCO MUSEUM ARCHIVES Vol.2                                                                        | INT 2020年6月18日                                                                                             | Nintendo Switch（日本国外） PlayStation 4 Xbox One Windows(Steam) | B.B.スタジオ M2        | バンナム           | ダウンロード                                              | -                                                                                    | ファミコン版の移植                                                      |
| 16  | ナムコットコレクション                                                                             | 2020年8月20日                                                                                                 | Nintendo Switch                                                   | B.B.スタジオ M2        | バンナム           | Switch専用ゲームカード（追加DLC） ダウンロード（追加DLC） | -                                                                                    | ファミコン版の移植                                                      |
| 17  | ローリングサンダー                                                                                 | 2022年3月17日                                                                                                 | PlayStation 4 Nintendo Switch                                     | ナムコ                 | ハムスター         | ダウンロード (アーケードアーカイブス)                     | -                                                                                    | アーケード版の移植 前期バージョン、後期バージョン、最終バージョンを収録 |

ファミリーコンピュータ版
「ナムコット ファミリーコンピュータゲームシリーズ」第53弾。
PlayStation版
互換性に問題があるため、PlayStation 2では正常に動作しない。
アーケードアーカイブス版
前期バージョン、後期バージョン、最終バージョンを収録。「こだわり設定」にて起動画面を表示するかどうか、ゲームスピードの調整、更に前期バージョンと後期バージョンでは原作にあった特殊な挙動の再現の有無を設定できる。

## スタッフ
ファミリーコンピュータ版
- 音楽：小沢純子
- 音楽プログラマー：木戸岡稔

## 評価
ファミリーコンピュータ版
- ゲーム誌『ファミコン通信」の「クロスレビュー」では28点（満40点）[12]、『ファミリーコンピュータMagazine』の読者投票による「ゲーム通信簿」での評価は以下の通り17.86点（満30点）となっている[2]。また、同雑誌1991年5月10日号特別付録の「ファミコンロムカセット オールカタログ」では「アルバトロスのアクションが妙にリアルでイカスぞ」と紹介されている[2]。

| 項目 | キャラクタ | 音楽 | 操作性 | 熱中度 | お買得度 | オリジナリティ | 総合  |
| 得点 | 2.97       | 3.00 | 3.14   | 2.98   | 2.93     | 2.84           | 17.86 |

## 続編、影響下作品
- ローリングサンダー2 - 1991年にアーケードで稼働した。同年の11月19日にメガドライブに移植され、AC版よりステージが増えている。AC版、MD版ともにWiiのバーチャルコンソールで配信されている。Nintendo Switch版の『ナムコミュージアム』 にはAC版が本作と共に収録されている。
- ローリングサンダー3 - 1993年に海外のみリリースされたメガドライブ用ソフトで、主人公はアルバトロスの上官「ジェイ」に変更されている。女っ気のない作風が日本国内で受けないという判断で日本未発売となったのではないかという意見もある[17]。
- 忍 -SHINOBI-
- クライムシティ